# Sanctuaire de Beauvoir
Pour les articles homonymes, voir Beauvoir.
Le Sanctuaire du Sacré-Cœur de Beauvoir est un lieu de rassemblement catholique situé à la ville de Sherbrooke, dans la province de Québec, au Canada. 
Le sanctuaire se trouve sur le haut d'une colline permettant de contempler une partie de Sherbrooke. Sur un site boisé et dédié au Sacré-Cœur, il accueille chaque année des pèlerins en provenance de différents endroits.

## Historique
Situé au cœur du diocèse de Sherbrooke,, le Sanctuaire de Beauvoir est centenaire. En 1915 l'abbé Joseph-Arthur Laporte a acheté la colline et ses environs pour s'y construire une petite résidence d'été. Vers 1920 s'est ajoutée une chapelle, mais la mort de  l'abbé Laporte a fait cesser l'achalandage jusqu'en 1929, année où la famille de Gédéon Bégin a décidé de donner suite à l’œuvre de l'abbé Laporte. En 1944, les Filles de la Charité ont établi une permanence au sanctuaire, qui est successivement passé sous la direction des Assomptionnistes et des pères maristes.

## Site
Le sanctuaire est actif surtout durant l'été, mais il est toutefois ouvert à l'année. Le site est constitué de la chapelle, de l'église connexe au bâtiment de services, d'une aire de dévotion extérieure et d'un ensemble de sentiers boisés bordés de statues. Tout près de la chapelle, on y retrouve également un magasin où les visiteurs peuvent acheter différents articles de piété ou encore des produits du terroir, tels des fromages de l'Abbaye Saint-Benoît-du-Lac et du chocolat des moines de l'Abbaye Notre-Dame de Mistassini.

## Fréquentation
Durant la saison estivale, environ 1 500 pèlerins séjournent au sanctuaire. Alors qu'historiquement, la population régionale a été un pilier du Sanctuaire de Beauvoir, ce sont maintenant des groupes de pèlerins issus de diverses communautés culturelles qui fournissent la plus grande partie de sa clientèle.
Alors que l'achalandage usuel est lié à l'Église catholique, d'autres visiteurs s'y rendent parfois pour participer à un événement ou simplement pour contempler la vue. L'été, de nombreux cyclistes s'y retrouvent étant donné l'inclinaison de la côte de Beauvoir et sa réputation.